# Autoluminografia
Un'autoluminografia è una fotografia prodotta con un oggetto che emette luce direttamente su un pezzo di pellicola.
Un esempio famoso è stato pubblicato sulla rivista Science nel 1986: la fotografia raffigurava una pianta di tabacco modificata geneticamente con il gene luciferasi delle lucciole, dopodiché è stata applicata direttamente su un pezzo di pellicoda Kodak Ektachrome 200.